# آرامگاه خواجه ابونصر پارسا
مزار خواجه ابونصر پارسا واقع در مرکز شهر بلخ، آرامگاهی است که به پیشوای صوفیه نقشبندی، عارف و شاعر نامی هراتی، خواجه ابونصر پارسا تقدیم شده‌است. این آرامگاه همچنان بخشی از ساختمان عالی و با شکوه مسجد سبز (بلخ) به شمار می‌رود. 
ساخت این مسجد که در ضلع جنوبی میدان شهر بلخ قرار دارد، در سال ۱۴۶۰ میلادی به فرمان شاهرخ میرزای تیموری، و همکاری مالی همسرش گوهرشاد بیگم، شروع شد. این آرامگا تنها مسجد بجا مانده از دوره تیموری در افغانستان است و از افتخارات تاریخی این کشور به شمار می‌رود.
آرامگاه ابونصر پارسا از زیباترین آثار معماری دوران تیموری در ولایت  بلخ، افغانستان است و به نام مسجد جمعهٔ بلخ نیز معروف است.

## پیشینه
این ساختمان مسجد و آرامگاه برهان‌الدین محمد ابونصر پارسا، عارف و شاعر نامی قرن نهم هجری قمری است. او از بزرگان فرقهٔ نقشبندیّه بود و بعد از پدرش ـ خواجه محمد ـ جامع علوم شریعت و فنون طریقت در این فرقه بود. از ابونصر پارسا رساله‌ای به زبان فارسی باقی مانده است که نسخهٔ منحصر به فردی از آن در مؤسسهٔ شرق‌شناسی ابوریحان بیرونی واقع در تاشکند موجود است.
ابونصر در سال ۸۶۵ هجری قمری در بلخ درگذشت و دو سال بعد، مقارن با سال ۱۴۶۲ میلادی، میر مزید ارغون (یکی از زمین‌داران آن زمان) مقبره‌ای با گنبدی زیبا برای او ساخت که به گنبد عالی معروف است و به مرکز طریقت او تبدیل شد. بعدها مدرسه‌ای و سپس مسجدی کنار مقبرهٔ این عارف و به نام او ساخته شد.
منابع تیموری از جمله قاضی سلطان محمد و خواندمیر (متوفی ۱۵۳۵ م.) از ساخت آرامگاهی به یادبود خواجه ابونصر پارسا و دستور گوهرشاد بیگم در بلخ یاد کرده اند که نشان می‌دهد این بنای به شکلی در اوایل قرن ۱۵ وجود داشته است . کتیبه ای نیز ساخت این بنا را توسط والی شیبانی بلخ، عبدالمؤمن شیبانی نشان می‌دهد.

## مرمت

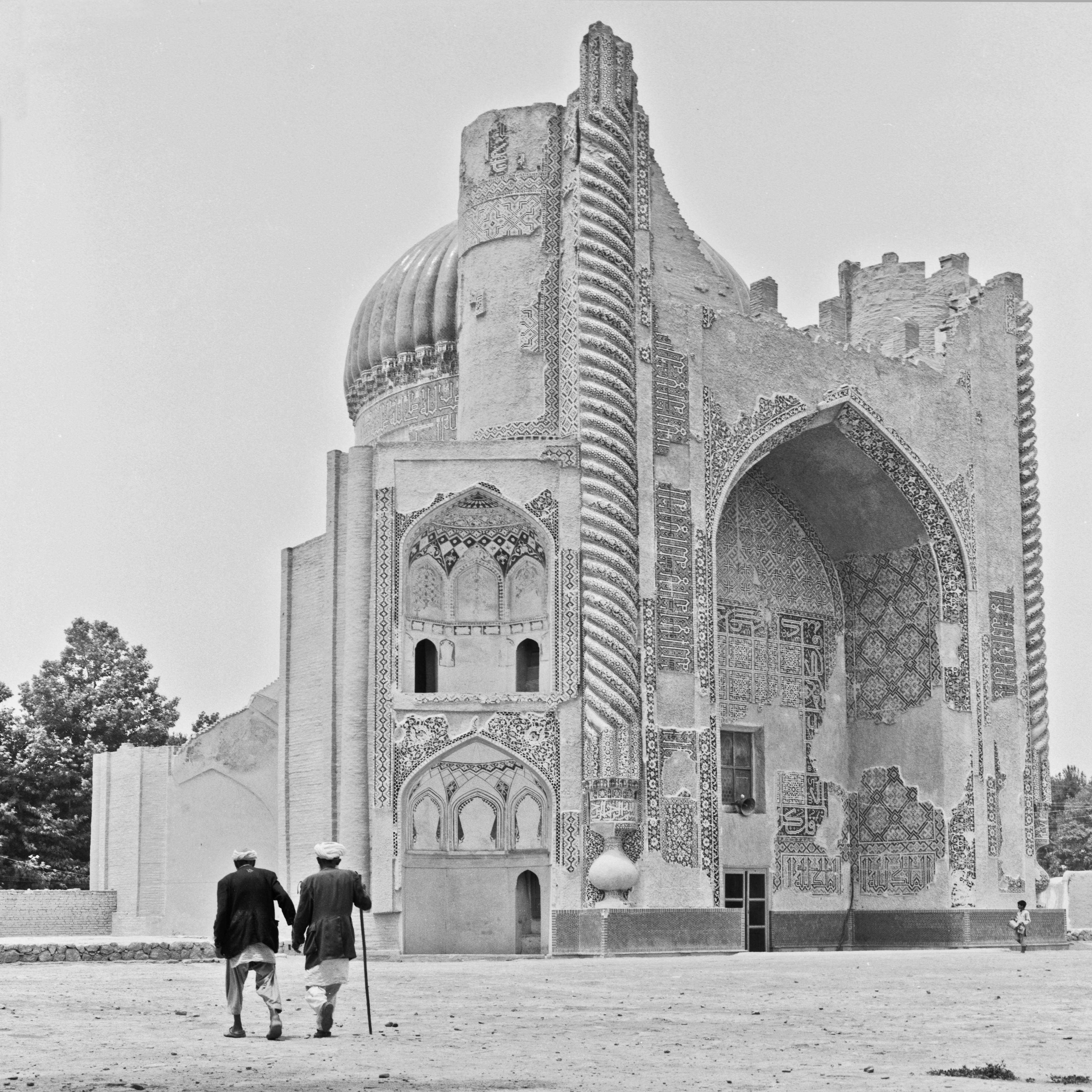
آرامگاه خواجه بونصر پارسا در سال ۱۹۷۷

به امر خان بخارا "عبدالمومن شیبانی" در سال ۹۷۷ه‌ق یک قسمت چهارخانه‌های پوشش که افتاده بود دوباره ساخته شد و قسمت‌های زیادی کاشی‌های ستون‌های مارپیچی آن فرو ریخته که حدود سی سال قبل توسط متخصصین هندی جهت جلوگیری از فروریزی بیشتر آن تحکیماتی صورت گرفته، اما طی سال‌ها جنگ خسارات شدیدی برآن وارد گردیده از جمله یک قسمت از کاشی‌های از گنبد در اثر اصابت موشک تخریب شده که در سال ۱۳۷۵ دوباره ترمیم شد و حال نیز در حال ترمیم دوباره است.

## ویژگی معماری
این مسجد بر روی پلانی هشت ضلعی به ابعاد ۲۵ × ۳۰/۲۵ ساخته شده و ارتفاع کلّ ساختمان بیست و هفت متر است. بنای مسجد شامل یک تالار مربع است که روی زیرزمینی قرار گفته. سایر بناهایی که در جوار مسجد ساخته شده بودند، بر اثر مرور زمان از بین رفته‌اند. بر روی تالار مربع، گنبدی ساخته شده که پوشش داخلی آن با گوشواره‌هایی زیبا که در آن‌ها روزنه‌هایی تعبیه شده، تزیین شده‌است. 
پوشش خارجی گنبد روی استوانه‌ای سوار است و به شیوهٔ معماری دوران تیموری، شامل ترکه‌هایی است که تعداد آن در این گنبد به چهل و هشت عدد می‌رسد. در ورودی اصلی بنا سردرِ بزرگی ساخته شده که پوشیده از تزئینات کاشی‌کاری و اغلب -به رنگ محبوب مغولان – فیروزه‌ای است. در دو سوی طاق ورودی دو ستون مارپیچ قرار دارد و سرتاسر پوشش خارجی بنا، دیوارهای خارجی، گنبد و ساقهٔ گنبد به‌وسیلهٔ آجر و کاشی معرق تزیین شده‌است و در دخل بنا، محراب از معرق پوشیده شده، و دیوارها سفید رنگ‌اند. 
پوشش داخلی گنبد، گوشواره‌ها و مقرنس‌ها نیز با استفاده از رنگ زینت یافته‌اند. بسیاری از مورخین بر این عقیده‌اند که قسمت عمدهٔ تزئینات مسجد ابونصر، در دوران بعد انجام شده‌است.

## نگار خانه

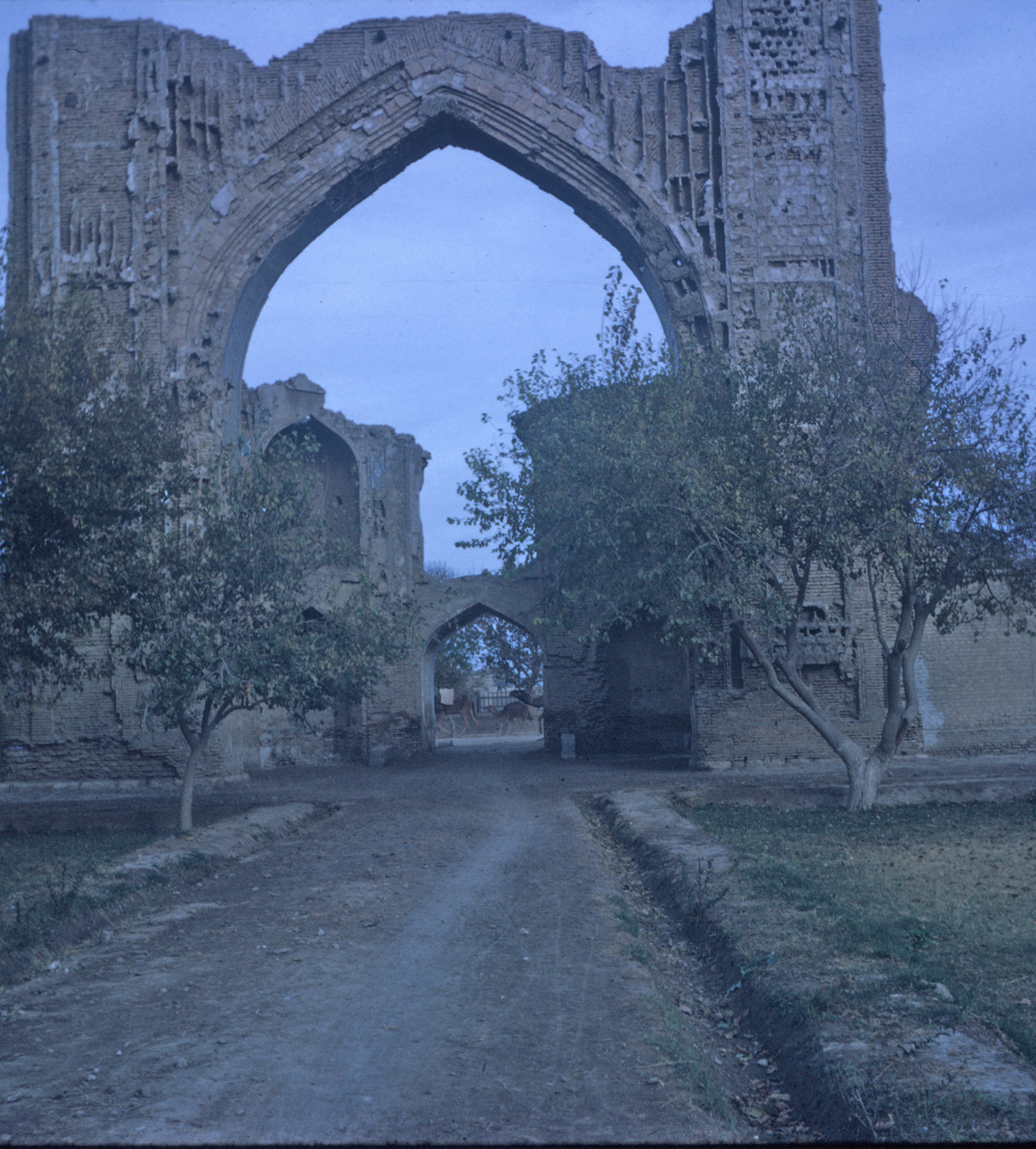
ایوان ورودی مسجد سبحانقلی خان.
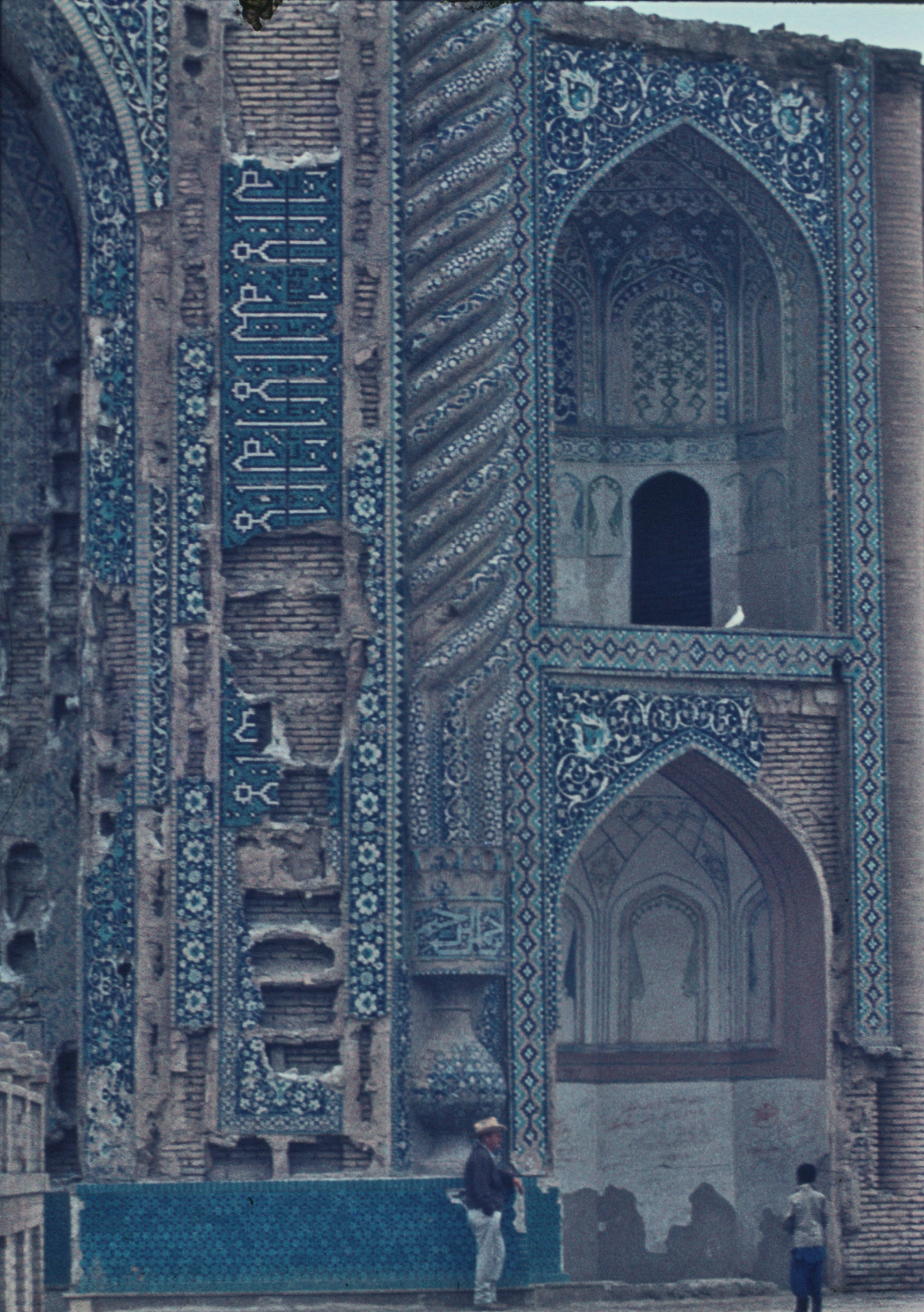
نمای نزدیک از ورودی بنا.
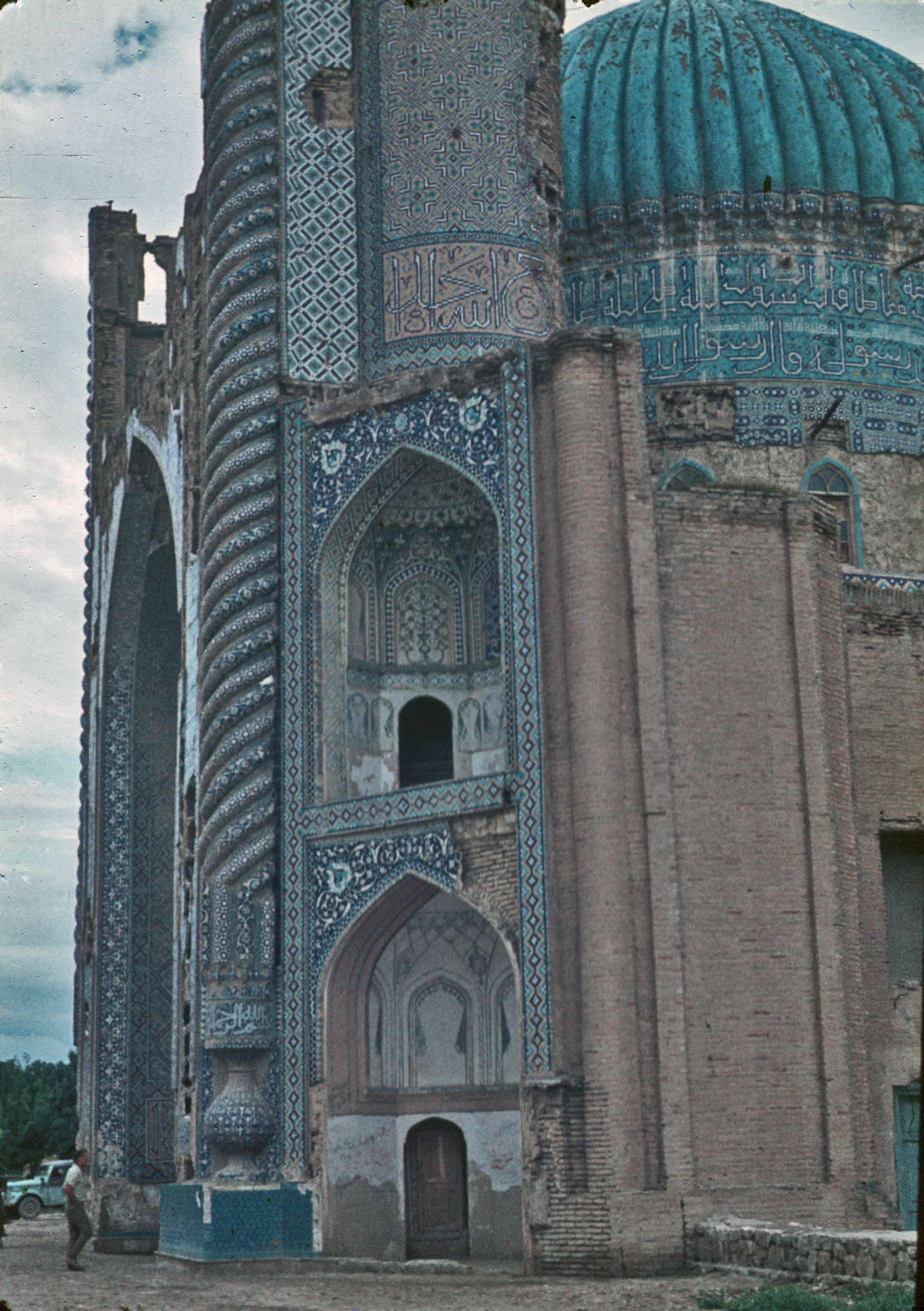
تزیینات کاشیکاری بنا